# Erythropitta caeruleitorques
Erythropitta caeruleitorques är en starkt utrotningshotad fågel i familjen juveltrastar som förekommer på en liten ö i Indonesien.

## Utseende
Denna art är en liten (16-18 cm) juveltrast med enfärgat brunrött huvud och ett svart band mellan blått bröst och röd buk.

## Utbredning och systematik
Fågeln förekommer i Indonesien enbart på ön Sangihe norr om Sulawesi. Den behandlas vanligen som underart till sulawesijuveltrast.

## Status och hot
Arten har en mycket liten världspopulation bestående av uppskattningsvis endast 50–249 vuxna individer. Fågeln är därför upptagen på internationella naturvårdsunionen IUCN:s röda lista över hotade arter, kategoriserad som starkt hotad (EN).